# Deutsche Fernsehlegenden
Deutsche Fernsehlegenden ist eine deutsche Briefmarkenserie, die seit 2016 erscheint. Der Motiventwurf der Marken stammt von Thomas Steinacker.

## Ausgabeanlass
Aus Anlass des 50-jährigen Jubiläums deutscher TV-Kultsendungen wird diese neue Reihe gestartet.

## Liste der Marken
Legende
- Bild: Eine bearbeitete Abbildung der genannten Marke. Das Verhältnis der Größe der Briefmarken zueinander ist in diesem Artikel annähernd maßstabsgerecht dargestellt. Sollten keine Marken abgebildet sein, liegt es daran, dass das Urheberrecht des Künstlers noch nicht erloschen ist.
- Beschreibung: Eine Kurzbeschreibung des Motivs und/oder des Ausgabegrundes. Bei ausgegebenen Serien oder Blocks werden die zusammengehörigen Beschreibungen mit einer Markierung versehen eingerückt.
- Wert: Der Frankaturwert der einzelnen Marke in Eurocent. Ein „+“ bedeutet, dass es sich um eine Zuschlagsmarke handelt (= Frankaturwert + Spende).
- Ausgabedatum: Das Datum des erstmaligen Verkaufs dieser Briefmarke.
- Auflage: Soweit bekannt, wird hier die zum Verkauf angebotene Anzahl dieser Ausgabe angegeben.
- Entwurf: Soweit bekannt, wird hier angegeben, von wem der Entwurf dieser Marke stammt.
- Mi.-Nr.: Diese Briefmarke wird im Michel-Katalog unter der entsprechenden Nummer gelistet.

### Marken
| Bild | Beschreibung                     | Wert in Eurocent | Ausgabedatum      | Auflage                        | Entwurf           | Mi.-Nr. |
|      | 50 Jahre Raumpatrouille (1966)   | 145              | 1. September 2016 | 3.932.000 davon 42.000 auf ETB | Thomas Steinacker | 3260    |
|      | Das Millionenspiel (1970)        | 70               | 12. Oktober 2017  | 4.890.000 davon 37.000 auf ETB | Thomas Steinacker | 3335    |
|      | 55 Jahre Dinner for one (1963)   | 45               | 11. Oktober 2018  | 4.709.500 davon 33.600 auf ETB | Thomas Steinacker | 3415    |
|      | Beat-Club (1965)                 | 110              | 2. November 2019  | 3.429.800 davon 33.600 auf ETB | Thomas Steinacker | 3503    |
|      | 50 Jahre Tatort (1970)           | 80               | 2. November 2020  | 3.663.100 davon 32.000 auf ETB | Thomas Steinacker | 3572    |
|      | 50 Jahre Polizeiruf 110 (1971)   | 95               | 2. November 2021  | 3.133.200 davon 32.000 auf ETB | Thomas Steinacker | 3638    |
|      | Rockpalast                       | 160              | 2. November 2022  | 3.441.000 davon 27.000 auf ETB | Thomas Steinacker | 3725    |
|      | 50 Jahre Ein Herz und eine Seele | 160              | 2. November 2023  | nicht erschienen               | –                 | –       |
|      | Sportschau                       | 85               | 10. Oktober 2024  | ?                              | …                 | …       |
|      | Das Boot                         | ?                | 2025              | ?                              | …                 | …       |

### Besonderheiten
Ursprünglich sollte am 2. November 2023 zum 50. Jubiläum von Ein Herz und eine Seele eine Marke zu 160 Eurocent erscheinen. Sowohl die Deutsche Post in ihrer Zeitschrift „postfrisch – Das Philatelie-Journal“ Ausgabe 1/2023 Seite 17 und auch das Bundesministerium der Finanzen kündigten die entsprechende Ausgabe zum 2. November an. In einer aktualisierten Programmausgabeliste des BMF vom Juli 2023 wird stattdessen die neue Kryptoserie „Historische Bauwerke in Deutschland“ mit dem Brandenburger Tor, die von einer KI interpretiert wird, zu 160 Eurocent angekündigt.